# وزارة التجارة الداخلية وضبط السوق الوطنية (الجزائر)
وزارة التجارة وترقية الصادرات، هي إحدى وزارات الحكومة الجزائرية، بالجزائر العاصمة، المكلفة بشؤون التجارة والمراقبة والرقم الأخضر (1020)، يشرف على الوزارة الوزير كمال رزيق الذي يشغل المنصب منذ 2020.

## قائمة الوزراء
| ترتيب | وزير                    | بداية          | نهاية          | حكومة                                            | ملاحظات                                                                      |
| ----- | ----------------------- | -------------- | -------------- | ------------------------------------------------ | ---------------------------------------------------------------------------- |
| 1     | محمد خبزي               | 27 سبتمبر 1962 | 4 سبتمبر 1963  | حكومة بن بلة الأولى                              | أول وزير للتجارة في الجزائر المستقلة (السن عند تولي المنصب: 35 سنةً)          |
| 2     | بشير بومعزة (2009-1927) | 18 سبتمبر 1963 | 2 ديسمبر 1964  | حكومة بن بلة الثانية                             | وزير الإقتصاد الوطني (السن عند تولي المنصب: 35 سنةً و10 أشهرٍ ويومان)          |
| 2     | عبد العزيز خلاف         | 15 يوليو 1980  | 12 يناير 1982  | حكومة عبد الغاني الثانية                         |                                                                              |
| 2     | عبد العزيز خلاف         | 12 يناير 1982  | 22 يناير 1984  | حكومة عبد الغاني الثالثة                         |                                                                              |
| 2     | محمد بن مرادي           | 15 أغسطس 2017  | 4 أبريل 2018   | حكومة أويحيى العاشرة                             |                                                                              |
| 2     | سعيد جلاب               | 4 أبريل 2018   | 2 يناير 2020   | حكومة أويحيى العاشرة حكومة بدوي                  |                                                                              |
| 2     | كمال رزيق               | 2 يناير 2020   | 7 جويلية 2021  | حكومة جراد حكومة جراد الثانية حكومة جراد الثالثة | وزير التجارة (السن عند تولي المنصب: 55 سنةً وشهران و15 يومًا)                  |
| 2     | كمال رزيق               | 7 جويلية 2021  | 16 مارس 2023   | حكومة بن عبد الرحمان                             | وزير التجارة وترقية الصادرات                                                 |
| 2     | الطيب زيتوني            | 16 مارس 2023   | 18 نوفمبر 2024 | حكومة بن عبد الرحمان الثانية حكومة العرباوي      | وزير التجارة وترقية الصادرات                                                 |
| 2     | الطيب زيتوني            | 18 نوفمبر 2024 | حتى الآن       | حكومة العرباوي الثانية                           | وزير التجارة الداخلية وضبط السوق الوطنية                                     |
| 2     | محمد بوخاري             | 18 نوفمبر 2024 | 14 أفريل 2025  | حكومة العرباوي الثانية                           | وزير التجارة وترقية الصادرات                                                 |
| 2     | كمال رزيق               | 14 أفريل 2025  | حتى الآن       | حكومة العرباوي الثانية                           | وزير التجارة وترقية الصادرات (السن عند تولي المنصب: 60 سنةً و5 أشهرٍ و27 يومًا) |